# 大阪西郵便局
大阪西郵便局（おおさかにしゆうびんきょく）は、大阪府大阪市西区にある郵便局。民営化前の分類では集配普通郵便局であった。

## 概要
住所：〒550-8799 大阪府大阪市西区江之子島2-1-3

## 沿革
- 1932年（昭和7年）10月1日 -　大阪川口郵便局から大阪西郵便局に改称。[1]
- 1958年（昭和33年）2月10日 - 西区江戸堀北通五丁目（現・土佐堀三丁目）から、同区阿波座上通三丁目（現・西本町二丁目）に局舎を新築、移転[2]するとともに、電話通話および和文電報受付事務の取扱を開始[3]
- 1958年（昭和33年）2月25日 - 国内欧文電報および国際電報受付事務の取扱を開始。
- 1979年（昭和54年）9月10日 - 西区西本町二丁目から、同区江之子島二丁目に局舎を新築、移転。
- 1985年（昭和60年）11月1日 - 国際電報受付業務を大正電報電話局に移管。
- 1990年（平成2年）3月23日 - 花の万博の開催に合わせ、大阪市周辺の主な郵便局40局において、風景印を花をかたどった変形印に変更（当局は西区の花である桜）。
- 1994年（平成6年）7月1日 - 外国通貨の両替および旅行小切手の売買に関する業務取扱を開始。
- 2007年（平成19年）10月1日 - 民営化に伴い、併設された郵便事業大阪西支店に一部業務を移管。
- 2012年（平成24年）10月1日 - 日本郵便株式会社の発足に伴い、郵便事業大阪西支店を大阪西郵便局に統合。

## 取扱内容
- 郵便、印紙、ゆうパック、内容証明
- 貯金、為替、振替、振込、国際送金、外貨両替・トラベラーズチェック、国債、投資信託
- 生命保険、バイク自賠責保険、自動車保険
- 地方公共団体事務（大阪市ごみ処理券の販売、市バス・地下鉄優待乗車証の交付）
- ゆうちょ銀行ATM
- 「550-00xx」区域（大阪市西区全域）の集配業務
- ゆうゆう窓口

## 風景印
- 図案は大阪ドーム・靱テニスセンターコート。局名表記は「大阪西」
- 使用開始日は1997年4月21日

## 周辺
- 中国総領事館
- 日本生命病院
- 木津川

## アクセス
- 地下鉄中央線・千日前線 阿波座駅7号・8号出口すぐ
- 大阪シティバス 岡崎橋停留所下車
- 阪神高速神戸線 中之島西出入口・西長堀出入口、同大阪港線 九条出口より
- 中央大通と新なにわ筋の交点（阿波座駅前交差点）角
- 駐車場あり：3台